# Баруленков, Валерий Владимирович
Валерий Владимирович Баруле́нков (род. 1941) — советский и украинский инженер-строитель.

## Биография
Родился 10 сентября 1941 года в селе Новосёлка (ныне Александровский район Владимирской области). Окончил в 1963 году ДИИТ.
В 1985—1987 годах — руководитель треста «Югозаптрансстрой», с 1995 — генеральный директор АО «Трансрейл Украина».
Под его руководством осуществлялось строительство и капитальный ремонт: Мироновского института селекции и семеноводства пшеницы, Киевского института инженеров гражданской авиации, в 1979—1982 — Киевского филиала Центрального музея В. И. Ленина.

## Награды и премии
- Государственная премия УССР имени Т. Г. Шевченко (1985) — за архитектуру и художественное оформление Киевского филиала Центрального музея В. И. Ленина

## Источник
- Шевченковский комитет Архивная копия от 5 августа 2016 на Wayback Machine